# Agathastraße 40 (Derichsweiler)

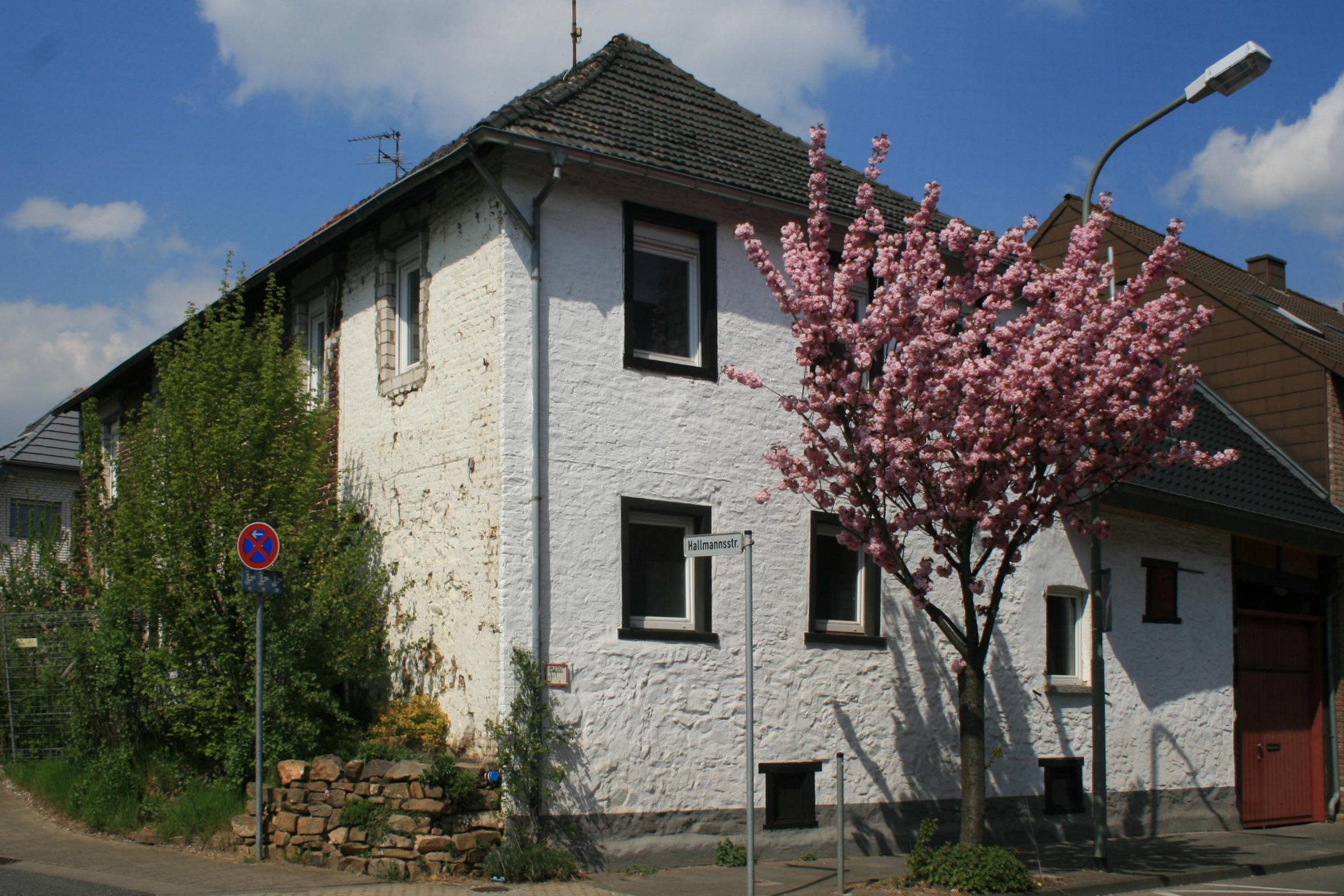

Das Gebäude Agathastraße 40 befindet sich im Dürener Stadtteil Derichsweiler in Nordrhein-Westfalen. 
Die Hofanlage wurde im 17. Jahrhundert erbaut.
Das zweigeschossige Haupthaus hat ein Walmdach. Die Toreinfahrt ist überbaut. Das Haupthaus wurde im Erdgeschoss aus Bruchsteinen und im Obergeschoss aus Backsteinen gemauert. Die Fensteröffnungen haben Holzgewände und originale Schlagläden. Im Inneren ist der ursprüngliche Grundriss mit Spindeltreppe erhalten. Das Haus war ursprünglich Teil einer dreiteiligen Hofanlage. 
Das Bauwerk ist unter Nr. 7/006 in die Denkmalliste der Stadt Düren eingetragen.